# Red Pill
Red Pill – dziewiąty album studyjny polskiego rapera Kacpra HTA. Wydawnictwo ukazało się 4 czerwca 2021 nakładem wytwórni muzycznej Ghetto Records w dystrybucji Step Hurt.
Album jest utrzymany w stylu muzyki hip-hop. Składa się z wersji standardowej (1 CD).
Płyta dotarła do 1. miejsca polskiej listy sprzedaży – OLiS. Wydawnictwo uzyskało status złotej płyty, przekraczając liczbę 15 tysięcy sprzedanych kopii.

## Lista utworów
Opracowano na podstawie materiału źródłowego.
| Red Pill – Wersja standardowa | Red Pill – Wersja standardowa        | Red Pill – Wersja standardowa |
| Nr                            | Tytuł utworu                         | Długość                       |
| ----------------------------- | ------------------------------------ | ----------------------------- |
| 1.                            | „Intro”                              | 0:28                          |
| 2.                            | „Nostalgia” (oraz Gibbs, Pezet, Avi) | 3:52                          |
| 3.                            | „Rucker Park” (oraz Fonos)           | 4:16                          |
| 4.                            | „Viral”                              | 2:53                          |
| 5.                            | „Nie wyruszę w drogę” (oraz Fonos)   | 4:08                          |
| 6.                            | „Martwi królowie” (oraz DJ Decks)    | 2:40                          |
| 7.                            | „Nikt nie mówił jak żyć”             | 2:27                          |
| 8.                            | „Red Pill”                           | 2:35                          |
| 9.                            | „Nic mnie nie zdziwi”                | 3:05                          |
| 10.                           | „Więcej niż muzyka” (oraz Peja)      | 2:36                          |
| 11.                           | „Anioł stróż”                        | 2:43                          |
| 12.                           | „Kołysanka” (oraz Gibbs)             | 2:43                          |
| 13.                           | „Outro”                              | 0:39                          |
| 14.                           | „PDW Dawidzior”                      | 8:14                          |
|                               |                                      | 43:19                         |

## Pozycja na liście sprzedaży

### Pozycja na liście tygodniowej
| Kraj   | Lista (2021)  | Najwyższa pozycja |
| ------ | ------------- | ----------------- |
| Polska | OLiS – albumy | 1                 |

## Certyfikaty
| Kraj          | Certyfikat  | Sprzedaż |
| ------------- | ----------- | -------- |
| Polska (ZPAV) | złota płyta | 15 000+  |